# Can Deri
Can Deri és una masia de Cornellà del Terri (Pla de l'Estany) inclosa a l'Inventari del Patrimoni Arquitectònic de Catalunya.

## Descripció
Antiga masia de planta irregular, degut a successives ampliacions, i un interessant paller adossat a la façana sud. Es desenvolupa en planta baixa i pis, i presenta coberta de teula àrab a dues vessants. Parets portants de pedra irregular, que a les façanes es barreja amb carreus. Les finestres són emmarcades per llindes i brancals de pedra bisellada i el trencaaigües és de pedra emmotllurada. En un extrem de la façana principal hi ha un petita finestra gòtica. La llinda de la porta, de pedra, presenta la part superior en forma de frontó.
És interessant el paller adossat a la façana sud amb un tancament format per llenques de fusta.
Té una construcció auxiliar de planta rectangular, la pallissa, adossada a la façana sud. Presenta parets estructurals de maçoneria i coberta de teula àrab a dues vessants. La façana principal, tota oberta, presenta un lleuger tancament a la seva part superior, format per llenques de fusta. Al seu interior hi ha un sostre intermedi fet amb cairats i llates.

## Història
Segons Corominas i Marqués existeixen varis documents datats als segles xiii i XIV que fan referència a masos i persones d'aquest lloc.